# Estación de Männedorf
La estación de Männedorf es una estación ferroviaria de la comuna suiza de Männedorf, en el Cantón de Zúrich.

## Historia y situación
La estación de Männedorf fue inaugurada en el año 1894 con la puesta en servicio de la línea Zúrich - Meilen - Rapperswil por parte del Schweizerische Nordostbahn (NOB). En 1902 fue integrada en los SBB-CFF-FFS.
Se encuentra ubicada en la zona suroeste del núcleo urbano de Männedorf. Cuenta con un único andén lateral al que accede una vía pasante
En términos ferroviarios, la estación se sitúa en la línea Zúrich - Meilen - Rapperswil, más conocida como la línea de la margen derecha del lago de Zúrich. Sus dependencias ferroviarias colaterales son la estación de Uetikon hacia Zúrich, y la estación de Stäfa en dirección Rapperswil.

## Servicios ferroviarios
Los servicios ferroviarios de esta estación están prestados por SBB-CFF-FFS:

### S-Bahn Zúrich
La estación está integrada dentro de la red de trenes de cercanías S-Bahn Zúrich, y en la que efectúan parada los trenes de varias líneas pertenecientes a S-Bahn Zúrich:
- S 7 Winterthur – Kloten – Zúrich HB – Stadelhofen - Meilen – Rapperswil
- S 20 (Uerikon – Stadelhofen – Zúrich HB – Hardbrücke)
- S N7 Bassersdorf – Zúrich HB - Meilen – Stäfa